# رتیکولوسیت

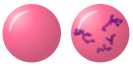
رتیکولوسیت

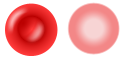
سلول قرمز بالغ

رتیکولوسیت‌ها گلبول قرمز نارس هستند که به‌طور معمول در حدود ۱ ٪ از سلول‌های قرمز در بدن انسان را تشکیل می‌دهند. رتیکولوسیت‌ها در مغز استخوان قرمز بالغ شده و سپس قبل از آنکه بالغ شوند در حدود یک روز در جریان خون به گردش درمی آیند. رتیکولوسیت‌ها مانند گلبول‌های قرمز خون هسته سلولی ندارند ولی دارای ریبوزوم‌های زیادی می‌باشند. در عرض سه روز در حالت نرمال رتیکولوسیت ریبوزوم‌های خود را از دست می‌دهد و به یاخته قرمز تبدیل می‌شود. 
دلیل نامگذاری آن‌ها این است که به دلیل وجود شبکه‌ای از آران‌ای ریبوزومی، پس از رنگ آمیزی با متیلن آبی در زیر میکروسکوپ به صورت شبکه‌ای دیده می‌شوند.
شاخص فرآوری رتیکولوسیت میزان نرمال شده رتیکولوسیت را به دست می‌دهد، این شاخص نشان دهنده میزان توانایی مغز استخوان برای تولید گلبول قرمز است.